# 1181 Lilith
1181 Lilith је астероид главног астероидног појаса чија средња удаљеност од Сунца износи 2,664 астрономских јединица (АЈ).
Апсолутна магнитуда астероида је 11,5 а геометријски албедо 0,091.